# Futuro perifrástico
El futuro perifrástico es una construcción lingüística del idioma castellano. Se forma con el verbo auxiliar ir más la preposición a más el infinitivo del verbo de que se trate. Es una forma común en todas las variantes del español, pero en algunas de ellas prácticamente ha desplazado al futuro simple como forma habitual de expresar el futuro, por ejemplo en el dialecto rioplatense, que lo tiene como forma básica de futuro.

## Características del futuro perifrástico
Semánticamente, suele designar un futuro inmediato o un futuro cercano no especificado. Morfológicamente, está construido como una perífrasis verbal con el verbo ir y la preposición a.
Ejemplos:
- Pronto voy a irme de aquí. (futuro informal inmediato)
- Iba a irme pero he decidido quedarme. (condicional informal)
- Cuando vaya a irme te avisaré. (futuro subjuntivo informal)

## Usos del futuro perifrástico
Varios estudios han comprobado que el tiempo futuro preferido en países hispanohablantes es el futuro perifrástico, y es el futuro por defecto en el dialecto rioplatense, ya que el futuro morfológico tiene otros usos, como indica la doctora García Negroni
Algunos autores han notado varios usos pragmáticos de ambas formas de futuro. A partir de la teoría polifónica de la enunciación postulada por Oswald Ducrot, se evidencian ciertos empleos del Futuro Morfológico, o futuro indicativo simple, y del Futuro Perifrástico como puntos de vista evidenciales citativos. Es decir, puntos de vista que en la enunciación quedan representados como una evidencia que procede de un decir que se cita o que se evoca. 
En este tipo de empleos, las instrucciones semántico-pragmáticas asociadas a los distintos futuros localizan el origen del punto de vista evidencial que acarreado en un discurso previo. La ocurrencia de uno u otro tiempo pone de manifiesto ciertas posiciones de la enunciación del locutor, en relación con los puntos de vista introducidos. El uso de cada tiempo se da para los siguientes efectos:
- Futuro morfológico: La escena enunciativa es la de un locutor que concede un decir ajeno, es decir, le da valor.
- Futuro perifrástico: El enunciador descalifica y rechaza, al modo de la negación metadiscursiva, ese punto de vista evidencial.